# 넌 내게 반했어
《넌 내게 반했어》는 MBC에서 2011년 6월 29일부터 2011년 8월 18일까지 방영된 문화방송 수목 미니시리즈이다. 이 드라마는 춤과 노래, 연기와 문학이 있는 예술대학을 배경으로 꿈을 향해 질주하는 주인공들의 풋풋한 사랑과 뜨거운 우정, 싱그러운 청춘과 드높은 꿈을 다루었다.
한편, 박신혜와 정용화가 중심 커플로 출연하면서 방영 전에 일본, 중국, 북미 등 8개국에 선판매되었다.

## 등장인물

### 주요 인물
- 박신혜 : 이규원 역

국악과 가야금 전공. 국악을 사랑하고 가야금 신동이자 강단 있는 성품으로 예술대학을 뒤흔드는 명랑소녀.
- 정용화 : 이신 역

실용음악과 기타 전공. 꽃미남 밴드 더 스투피드의 보컬이자 기타 신동으로 까칠하면서도 엉뚱한 면을 가진 인물.
- 송창의 : 김석현 역

공연 연출가. 세계적인 공연연출가로 청춘들의 찬란한 꿈과 열정을 이끌어가면서도 자신의 꿈을 사랑하는 인물.
- 소이현 : 정윤수 역

무용과 교수. 미모와 실력을 갖춘 무용과 교수로, 제자인 예술대학 킹카 이신의 사랑을 한 몸에 받음.

### 주변 인물
- 우리 : 한희주 역

연극과. 이신을 좋아하면서 성장한 인물로, 준희에겐 여신이고, 규원에겐 저주를 퍼붓는 독기도 있는 인물.
- 강민혁 : 여준희 역

문예창작과. 더 스투피드의 드러머, 문예창작과 순수청년이자 정신없는 재간둥이의 두 얼굴을 가진 인물.
- 이현진 : 현기영 역

연극과를 8년째 다니고 있는 복학생으로, 연기고 연출이고 다 잘하지만, 졸업을 못하는 인물.
- 임세미 : 차보운 역

국악과 해금 전공. 규원의 단짝 친구. 해금 실력은 나쁘지 않은데 항상 자심감이 부족한 인물.

### 규원네 가족
- 신구 : 이동진 역 - 규원의 할아버지
- 선우재덕 : 이선기 역 - 규원의 아버지

### 신이네 가족
- 이일화 : 송지영 역 - 이신의 어머니
- 문가영 : 이정현 역 - 이신의 동생

### 그 외 인물
- 이정헌 : 임태준 역 - 연극과 학과장, 석현의 선배
- 정경호 : 구정은 역 - 카페 카타르시스 사장
- 장서원 : 이수명 역 - 기영의 동기, 공연연출가
- 오원빈 : 기타리스트 역 - 더 스투피드의 멤버
- 송세현 : 베이시스트 역 - 더 스투피드의 멤버
- 김선경 : 실용음악과 교수 역
- 임지선 : 연극과 학생 역
- 권지혜
- 강근화
- 김한송이
- 정동규 : 교양과목 교수 역
- 정현석 : 회의 관계자 역
- 이승기 : 회의 참석자 역
- 권홍석 : 회의 참석자 역
- 엄슬기
- 김수련
- 육미라 : 이현수의 부인 역
- 손진환 : 개국 100주년 기념 뮤지컬 관계자 역
- 조문의 : 개국 100주년 기념 뮤지컬 관계자 역
- 이중열 : 자전거 매장의 사장 역
- 홍여진 : 한희주의 어머니 역
- 이근희 : 연극과 교수 역
- 손산 : 뮤지컬 단원 역
- 김건호 : 경비원 역
- 이선영 : 이민가는 송지영의 지인 역
- 김현정 : 간호사 역
- 변신호 : 복지관에 공연 보는 할머니 역
- 손희순 : 복지관에 공연 보는 할머니 역
- 김태랑
- 김정은
- 김슬기 : 뮤지컬 단원 역
- 이이경 : 뮤지컬 단원 역
- 김추월
- 이진호
- 이정성 : 뮤지컬 스폰서 역
- 손선근 : 뮤지컬 스폰서 역
- 강찬양 : 액세서리 매장 직원 역
- 단강호 : 이비인후과 의사 역
- 장준호 : 석현에게 브로드웨이를 제안한 공연 관계자 역
- 김경모
- 조현진 : 기자 역
- 주동희 : 기자 역
- 권미서 : 한명주 역 - 한희주의 여동생
- 강선미
- 서진욱 : 공연 관계자 역
- 김해곤 : 정형외과 의사 역
- 민준현
- 최한나
- 서보익 : 기자 역

### 특별출연
- 기주봉 : 대학교 총장 역
- 장희수 : 김주영 역 - 국악과 교수
- 서범석 : 이현수 역 - 이신의 아버지, 기타리스트

## 시청률
최저 시청률과 최고 시청률은 시청률 조사회사와 지역별로 시청률에 차이가 있을 수 있습니다.
| 제1회       | 6월 29일    | 6.7% | 7.6% |
| 제2회       | 6월 30일    | 4.9% | 6.8% |
| 제3회       | 7월 6일     | 5.3% | 6.6% |
| 제4회       | 7월 7일     | 5.4% | 6.6% |
| 제5회       | 7월 13일    | 5.4% | 6.2% |
| 제6회       | 7월 14일    | 4.5% | 5.6% |
| 제7회       | 7월 20일    | 5.7% | 5.7% |
| 제8회       | 7월 27일    | 5.9% | 6.5% |
| 제9회       | 7월 28일    | 5.4% | 5.0% |
| 제10회      | 8월 3일     | 7.1% | 7.3% |
| 제11회      | 8월 4일     | 6.7% | 6.4% |
| 제12회      | 8월 10일    | 5.4% | 5.9% |
| 제13회      | 8월 11일    | 6.2% | 6.1% |
| 제14회      | 8월 17일    | 5.3% | 6.7% |
| 제15회      | 8월 18일    | 5.6% | 6.0% |
| 평균 시청률 | 평균 시청률 | 5.7% | 6.3% |
|             |             |      |      |
| 스페셜      |             |      |      |
| 제1회       | 7월 21일    | 4.1% | 5.1% |

## 사운드 트랙

### 1부
| #            | 제목                 | 가수         | 재생 시간 |
| ------------ | -------------------- | ------------ | --------- |
| 1.           | 〈넌 내게 반했어〉   | 정용화       | 3:10      |
| 2.           | 〈사랑하게 되는 날〉 | 박신혜       | 3:22      |
| 총 재생 시간 | 총 재생 시간         | 총 재생 시간 | 6:32      |

### 2부
| #  | 제목   | 가수   | 재생 시간 |
| -- | ------ | ------ | --------- |
| 1. | 〈별〉 | 강민혁 | 3:12      |

### 3부
| #            | 제목                        | 작곡          | 가수         | 재생 시간 |
| ------------ | --------------------------- | ------------- | ------------ | --------- |
| 1.           | 〈그리워서〉                | 정용화 외 1인 | 정용화       | 4:35      |
| 2.           | 〈넌 내게 반했어〉 (연주곡) |               |              | 3:11      |
| 3.           | 〈그리워서...〉 (연주곡)    | 정용화 외 1인 |              | 4:35      |
| 4.           | 〈싸울 준비 되었나요〉      |               |              | 1:51      |
| 5.           | 〈어떻게 하면 좋을까요〉    |               |              | 2:19      |
| 6.           | 〈그대를 만나러 갑니다〉    |               |              | 2:00      |
| 7.           | 〈그리워서...〉 (기타 버전) | 정용화 외 1인 |              | 1:55      |
| 총 재생 시간 | 총 재생 시간                | 총 재생 시간  | 총 재생 시간 | 20:56     |

### 4부
| #            | 제목                | 가수         | 재생 시간 |
| ------------ | ------------------- | ------------ | --------- |
| 1.           | 〈모르나봐〉        | M 시그널     | 5:04      |
| 2.           | 〈꼭은 아니더라도〉 | FT 아일랜드  | 4:25      |
| 총 재생 시간 | 총 재생 시간        | 총 재생 시간 | 9:29      |

## 도서
- 《넌 내게 반했어》(영상 만화)

주연: 박신혜, 정용화 극본: 이명숙, 감독: 표민수
전 2권
발행일: 2011년 8월 16일
편저: 북로그컴퍼니 편집부
출판사: 북로그컴퍼니
- 《넌 내게 반했어》(소설)

주연: 박신혜, 정용화 극본: 이명숙, 감독: 표민수
전 2권
발행일: 2011년 8월 16일
저자: 손현경
출판사: 북로그컴퍼니
- 《넌 내게 반했어》(포토 에세이)

주연: 박신혜, 정용화 극본: 이명숙, 감독: 표민수
발행일: 2011년 9월 15일
편저: 북로그컴퍼니 편집부
출판사: 북로그컴퍼니

## 특기 사항
- 2011년 7월 18일 밤에 박신혜가 교통사고를 당하여 8회 방송분의 방영이 연기되었다.[5] 이에 따라 방송 분량을 16부작에서 1회 축소되어 15부작으로 종영되었다.[6]

## 경쟁 프로그램
- 시티헌터
- 보스를 지켜라 (이상 SBS)
- 로맨스 타운
- 공주의 남자 (이상 KBS 2TV)